# Mahan Airlines
Mahan Airlines (Mahan Air) – irańskie linie lotnicze z siedzibą w Teheranie. Obsługują połączenia krajowe, do Europy, na Bliski i Daleki Wschód. Głównym hubem jest port lotniczy Teheran-Imam Khomeini. 
Mahan są największym prywatnym przewoźnikiem lotniczym w Iranie. W swojej historii ich samolot nigdy nie uczestniczył w wypadku ze skutkiem śmiertelnym. Linia była podejrzewana o związki z korpusem strażników rewolucji i przemycanie uzbrojenia do Syrii.

## Flota
W 2025 roku linie eksploatowały lub były w posiadaniu:
- 1 Airbus A300-600
- 1 Airbus A310-300
- 1 Airbus A340-200
- 9 Airbus A340-300
- 5 Airbus A340-600
- 15 BAe 146

W przeszłości eksploatowano:
- 22 Airbus A300B2/B4/600
- 14 Airbus A310-300
- 7 Airbus A320-200
- 2 Airbus A321-100
- 2 Boeing 747-300
- 2 Boeing 747-400
- 2 Fokker 50
- 3 McDonnell Douglas MD-80
- 1 Tu-204